# 松原好之
松原 好之（まつばら よしゆき、1952年7月28日 - ）は、日本の小説家、予備校講師。医系予備校「進学塾ビッグバン」創業者。

## 人物・経歴
金山町立下原小学校、金山町立濃斐中学校、岐阜県立岐阜北高等学校を経て、1978年大阪外国語大学外国語学部英語学科を卒業。作家活動に入り、1979年「京都よ、わが情念のはるかな飛翔を支えよ」で第3回すばる文学賞受賞。
1981年、友人との共同経営により進学塾「北斗塾」を設立。1982年に河合塾の近畿地区所属の英語科専任講師として活動の傍ら、「大阪大学入試プロジェクト」チーフとして「大阪大学入試オープン」模試を作成にかかわる。1990年代から、参考書、問題集を執筆。
1988年3月に若松孝二監督「キスより簡単」で助監督を務める。
1996年に「北斗塾」の共同経営を解消し、単独で同系の「進学塾ビッグバン」を設立。
神奈川歯科大学客員教授。河合塾英語科講師、四天王寺大学現代日本文学科講師も務める。

## 著書

### 小説
- 『京都よ、わが情念のはるかな飛翔を支えよ』（集英社）1980年

### 参考書
- 『偏差値アップシリーズ+65』（ぴいぷる社）
- 『全国入試問題正解』（旺文社・1996 - 2014年度版）
- 『松原の直前講習英語長文下線部訳混乱72』学習研究社 大学入試ドタン場check　1995
- 『基礎問題集英文法・語法 大学受験』ベネッセコーポレーション 進研books. 1996

### その他
- 『年収600万、子どもの偏差値40以上なら、医学部に入れなさい』（講談社・2009年）
- 『子どもを医学部に合格させる父親はこうやっている 親が医者でもわからない今どきの受験事情』（講談社・2010年）
- 『逆算式勉強法なら偏差値40でも医学部に入れます』（講談社・2014年）
- 『9割とれる センター試験の逆算式勉強法』（KADOKAWA・2014年）

### 共著
- 『英文法・語法 大学受験』島村青児共著 ベネッセコーポレーション 進研books. 1996
- 『めざせ!英語偏差値65+』責任編集 林千恵子, 寺尾政晃, 中元俊成著 ぴいぷる社 偏差値upシリーズ、1997
- 『偏差値40の受験生が3か月で一流大学に合格する本』倉山満共著 扶桑社 2014

## 単行本未収録作品
- 「大地・わが熱き血」すばる、1980年3月
- 「過激派はやさしい瞳をしている」すばる、1982年2月
- 「結婚式」すばる、1983年5月
- 「遠く北方の嵐を聞きつつ･･･」すばる、2003年1月
- 「あざやかな場面」すばる、2003年5月
- 「再生不良性貧血」（蛍雪アルシェ・旺文社、2000年）